# Pierre Perrat
Pierre Perrat (1340 – Metz, 25 giugno 1400) è stato un architetto francese che lavorò nelle cattedrali di Metz, Toul e Verdun.

## Biografia
Pierre Perrat fu attivo soprattutto in Lorena. Il suo talento e la sua tecnica erano tali che, intorno al 1380, gli fu affidato il compito di realizzare le volte di ben tre cattedrali allo stesso tempo, quelle di Metz, Toul e Verdun.
In particolare, Perrat è il primo architetto che operò nella cattedrale di Santo Stefano di Metz il cui nome ci sia stato trasmesso dalle fonti. Per Metz Perrat volle creare una cattedrale così alta da poter essere notata fin da lontano. Per questo dispose l'innalzamento delle volte della navata centrale fino a 42 metri, altezza che fa della cattedrale di Metz il terzo edificio religioso più alto di Francia. Per riuscire nel suo intento (normalmente la navata centrale era due volte più alta di quelle laterali, ma Perrat volle costruirne una tre volte più grande), l'architetto dovette risolvere il problema del peso eccessivo che le volte avrebbero avuto, col rischio che i muri non avrebbero retto a tale peso. Inizialmente ipotizzò di cambiare il materiale utilizzato - la pietra di Jaumont - con uno più leggero e che quindi permettesse di raggiungere più facilmente altezze elevate, ma per non rinunciare alla pietra di Jaumont, tipica di Metz e che apprezzava per il suo colore giallo, Perrat si risolse ad alleggerire i muri in alto, sostituendo la pietra con delle vetrate.
A partire dal 1381 Perrat si dedicò anche alla realizzazione delle volte della cattedrale di Toul: in questo caso il problema principale che gli si pose fu quello di completare la transizione dell'edificio dallo stile romanico, con cui era stato originariamente costruito, a quello gotico. Contemporaneamente, secondo alcuni studiosi, potrebbe essersi dedicato anche al completamento del chiostro della cattedrale.
Il terzo cantiere diretto da Perrat in questo periodo fu quello della cattedrale di Verdun: anche qui lavorò su una struttura stilisticamente romanica nella quale creò delle volte d'ogiva gotiche, ma anziché favorire la transizione verso un modello gotico, l'architetto realizzò una sintesi tra i due stili.
Terminati i lavori nei tre cantieri, Perrat si stabilì definitivamente a Metz, a place Saint-Louis, dove gli fu affidato un ultimo cantiere, quello della chiesa des Grands-Carmes. Perrat morì a Metz nel 1400. Su sua richiesta, e a riprova della grande considerazione di cui godeva, Perrat venne sepolto nella cattedrale di Metz.

## La leggenda della sepoltura
Nel 1386 Perrat chiese ed ottenne l'autorizzazione ad essere seppellito all'interno della cattedrale di Metz. All'epoca un tale privilegio era assicurato solo a vescovi, nobili o fedeli che avevano finanziato la chiesa, quindi la concessione di questo onore rispose alla volontà di celebrare il grande architetto, riconoscendo il merito del suo lavoro.
A testimonianza di questa decisione, accanto al punto di sepoltura, nella navata della cattedrale, è posto il seguente epitaffio:
(Epitaffio in onore di Pierre Perrat nella cattedrale di Metz)
Ciononostante, quando Perrat morì, il 25 giugno 1400, cominciò subito a circolare una leggenda sul perché di questa sepoltura inusuale: secondo il racconto, ai tempi in cui dirigeva il cantiere della cattedrale di Metz Perrat si rese conto di non essere in grado di trovare una soluzione per completare il progetto di innalzamento delle volte. Deciso a non darsi per vinto e desideroso di portare a termine la sua opera, Perrat si risolse a chiedere aiuto al diavolo, il quale pretese in cambio del proprio aiuto di prendere il corpo di Perrat non appena questi, morto, fosse stato sotterrato. Perrat accettò e il diavolo gli suggerì di alleggerire i muri della cattedrale sostituendoli in alcuni punti con delle vetrate. Sorpreso dalla semplicità della soluzione e rammaricato per non esserci arrivato da solo, Perrat chiese al vescovo un consiglio per sfuggire al diavolo. Per salvarlo, quest'ultimo gli permise di essere sepolto dietro una pietra posta nella navata della cattedrale, e così, quando il diavolo giunse a reclamare il corpo che gli spettava, il vescovo rispose che non poteva averlo poiché Perrat non era stato sotterrato, ma posto dietro una pietra tombale. Dunque la sepoltura di Perrat nella cattedrale si spiegherebbe alla luce del suo patto con il diavolo.

## Opere
- Cattedrale di Metz, Metz, Francia, 1380 ca.;
- Cattedrale di Toul, Toul, Francia, 1380 ca.;
- Cattedrale di Verdun, Verdun, Francia, 1380 ca.;
- Chiesa des Grands-Carmes, Metz, Francia, 1400.

### Esplicative
1. ↑  I lavori per la costruzione della cattedrale di Metz ebbero inizio nel XIII secolo, nell'anno 1220; pertanto Perrat non fu il primo architetto incaricato di dirigere i lavori.

### Riferimenti
1. 1 2   L'ÉGLISE ET LE COUVENT DES GRANDS CARMES  A METZ par EUGÈNE VOLTZ (PDF), su documents.irevues.inist.fr. URL consultato il 7 settembre 2021 (archiviato dall'url originale il 7 settembre 2021).
2. 1 2 3   La Legende de Pierre Perrat (PDF), su tourisme-metz.com. URL consultato il 7 settembre 2021.
3. ↑   François-Yves Le Moigne, Histoire de Metz, Toulouse, 1986.
4. ↑   Les campagnes de construction de la cathédrale de Toul. Deuxième partie. La campagne du XIVe siècle - Alain Villes - Bulletin Monumental, su persee.fr. URL consultato il 6 settembre 2021.
5. ↑   Jean-Luc Flohic e altri, Les patrimoines des communes de la Meuse, Paris, Flohic Éditions, 1999,  p. 1278.
6. 1 2   Un tombeau mystérieux à la Cathédrale de Metz, su tout-metz.com. URL consultato il 6 settembre 2021.
7. ↑   Tombeau de l'architecte Pierre Perrat, su gallica.bnf.fr. URL consultato il 7 settembre 2021.
8. ↑   Gonzalve Thiriot, La cathédrale de Metz : les épitaphes, Langres, 1928.

| Controllo di autorità | VIAF (EN) 121995306 · CERL cnp01226507 · ULAN (EN) 500272200 · GND (DE) 141650257 · BNF (FR) cb17133489b (data) |